# NGC 790
NGC 790 este o galaxie lenticulară situată în constelația Balena. A fost descoperită în 10 septembrie 1785 de către William Herschel. Se află la o distanță de 71,22 de megaparseci de Pământ.